# Raiden (série de jeux vidéo)
Pour les articles homonymes, voir Raiden.
Raiden (雷電) est un jeu d'arcade de type shoot 'em up à scrolling vertical mythique qui connaîtra une série de jeux à succès tirés de ce titre.

## Description
Les premiers épisodes sont sortis à l'époque en arcade. Dès sa sortie Raiden est un très gros hit sur toute la planète. Le jeu a été développé par Seibu Kaihatsu et édité par Fabtek en Amérique du Nord et en Europe.
Le développement de la série des Raiden s'est étalé de 1990 à 1998 jusqu'à ce que Seibu Kaihatsu cède les droits de la licence Raiden à la société MOSS (en).
La série des Raiden sera portée sur toutes les plates-formes, partant de l'arcade, en passant par la console et le PC, mais aussi sur téléphone portable. En l'occurrence, des portages des différents épisodes de Raiden verront le jour sur Amiga, DOS, Jaguar, Lynx, PC, FM Towns, Genesis, PC Engine, Super Nintendo, Turbo Duo, Turbo Grafx, PlayStation, Xbox 360 et téléphone portable. En arcade, les premiers Raiden tournent sur des pcbs de roms manufacturées par Seibu, alors que le hardware de Raiden II servira de base à la suite de la série portant le même nom. Le SeibuSPI accueille la série des Raiden Fighters. Depuis la reprise de la franchise en 2005, les nouveaux épisodes de la série Raiden sortent sur Taito Type X,,,.
Le mot raiden a plusieurs signification. Il peut être traduit par « tonnerre et éclair », Raiden est un démon de la mythologie japonaise et le Mitsubishi J2M Raiden est un avion de combat japonais de la seconde guerre mondiale.

## Scénario
Une menace importante pèse sur l'humanité. À chaque sortie d'un nouvel opus de Raiden, l'invasion de la Terre par une race alien, connue sous le nom de Cranassian, vient juste de s'opérer. Il n'y a pas grand-chose à faire, l'armement de l'Alliance militaire mondiale est inefficace.
Mais après l'invasion, une nouvelle arme, construite sur la base d'un appareil alien endommagé et abandonné, le Raiden Supersonic Fighter Attack, est créée pour le bien de l'humanité. Les capacités de vol et d'armement sont sans communes mesures avec ce que l'homme peut créer avec son niveau de connaissance technique...
La riposte est proche et c'est vous qui avez été choisi. Vous êtes aux commandes de cet avion supersonique surpuissant nommé Raiden, et vous devez contre-attaquer pour le salut de l'humanité ! Vous allez devoir parcourir la terre et écumer le ciel dans le but de détruire l'envahisseur aussi bien dans leurs engins terrestres que leurs escadrilles volantes. À chaque fin de niveau, un boss essaiera de vous stopper, mais vous devrez vaincre... pour atteindre le boss final sur 8 missions dans les deux premiers épisodes et 7 pour les autres. Vous êtes notre dernier espoir... Bonne chance...

## Système de jeu
Le gameplay de Raiden est assez simple. L'orientation de l'écran est vertical, le scrolling est vertical, mais la zone de jeu de jeu est un peu plus large que l'écran ce qui permet de décalé l'écran vers la gauche et vers la droite sur quelques centimètres. Les sprites sont assez gros.
Le succès de cette série s'appuie sur une très bonne jouabilité. le déplacement et le jeu est très rapide. Il bénéficie d'une bonne maniabilité.
Tous les volets proposent un jeu en coopération à deux joueurs, dont l'un ou l'autre peut rentrer à tout moment en jeu. Comme la majorité des jeux d'arcade, les high scores sont comptabilisés. Pour faire monter le score, il est possible de ramasser divers items en forme de médaille (le désign évoluera au fil des épisodes), mais bien sûr, également en tuant des ennemis. Un nouveau principe a été introduit après Raiden Fighters : plus tôt l'ennemi est tué, plus il rapporte de points, ce qui permet de faire monter le score rapidement.
Au niveau technique, les déplacements sont réalisés avec un joystick huit directions, deux boutons sont disponibles, dont l'un sert pour le tir principal et le second pour les bombes.
Les ennemis arrivent soit au sol de manière désordonnées, ou par escadrilles dans les airs composées de quelques vaisseaux. Les boss de fin de niveaux sont le plus souvent au sol de forme carrée et presque aussi large que l'écran 
Les items, tombant de vaisseaux aliens chefs d'escadrille ou de vaisseaux-mère qui sont détruits, doivent être ramassés pour monter les 8 niveaux de puissance d'armement proposé ; suivant les opus certains items sont cachés dans des bâtiments qu'il faut détruire, puis ramasser. Dans l'arsenal proposé, en tant que tir principal, le Vulcan offre un tir de boules de feu large alors que le Laser concentre sa puissance sur l'avant. Il existe des armes supplémentaires qui fonctionnent en même temps que le tir principal : les missiles à tête chercheuse, ainsi que de simples missiles (à trajectoire rectiligne). L'arme secondaire est la bombe, qui peut détruire les tirs ennemis (les boules de feu) et qui bien sûr les atteint. À partir de Raiden II, le rayon Plasma est introduit dans le jeu, il offre un tir puissant et plutôt concentré mais pouvant se diriger seul vers l'ennemi. Lors de la destruction de chaque ennemi, tombe un item en forme de médaille qui rapporte des points. Il existe également un item qui permet d'accélérer les mouvements du Raiden.

## Liste de jeux

### SérieRaiden
| Titre                    | Développeur                | Éditeur                    | Système                                         | Genre | Date |
| ------------------------ | -------------------------- | -------------------------- | ----------------------------------------------- | ----- | ---- |
| Raiden                   | Seibu Kaihatsu             | Seibu Kaihatsu             | Super Nintendo / Pc / Jaguar / Lynx / PC-Engine |       | 1990 |
| Raiden II                | Seibu Kaihatsu             | Seibu Kaihatsu             | Pc                                              |       | 1993 |
| Raiden II DX             | Seibu Kaihatsu             | Seibu Kaihatsu             | PS1 / Borne Arcade                              |       | 1994 |
| Raiden III               | MOSS (en) / Seibu Kaihatsu | Taito                      | PC / Ps2                                        |       | 2005 |
| Raiden IV                | Moss                       | Taito                      | Xbox 360                                        |       | 2007 |
| Raiden IV Overkill       | Taito                      | Taito                      | PC / Ps3                                        |       | 2014 |
| Raiden V                 | Moss                       | Moss                       | Xbox One                                        |       | 2016 |
| Raiden V: Director's Cut | Moss                       | UFO Interactive Games      | PC / Ps4                                        |       | 2017 |
| Raiden VI                | Bandai Namco Studios       | Bandai Namco Entertainment | TBA                                             |       | TBA  |

### SérieRaiden Fighters
| Titre                                       | Développeur                        | Éditeur        | Système   | Genre | Date |
| ------------------------------------------- | ---------------------------------- | -------------- | --------- | ----- | ---- |
| Raiden Fighters                             | Seibu Kaihatsu                     | Seibu Kaihatsu | Seibu SPI |       | 1996 |
| Raiden Fighters 2: Operation Hell Dive      | Tuning Electronic / Seibu Kaihatsu | Seibu Kaihatsu | Seibu SPI |       | 1997 |
| Raiden Fighters Jet                         | Seibu Kaihatsu                     | Seibu Kaihatsu | Seibu SPI |       | 1998 |
| Raiden Fighters 2: 2000 Operation Hell Dive | Tuning Electronic / Seibu Kaihatsu | Seibu Kaihatsu | Seibu SPI |       | 2000 |

### Spin-Off
| Titre         | Développeur    | Éditeur        | Système   | Genre | Date |
| ------------- | -------------- | -------------- | --------- | ----- | ---- |
| Viper Phase 1 | Seibu Kaihatsu | Seibu Kaihatsu | Seibu SPI |       | 1995 |

### Compilations
| Titre                | Développeur    | Éditeur   | Système     | Genre | Date |
| -------------------- | -------------- | --------- | ----------- | ----- | ---- |
| The Raiden Project   | Seibu Kaihatsu | Sony      | PlayStation |       | 1995 |
| Raiden Fighters Aces | GULTI co       | Microsoft | Xbox 360    |       | 2008 |

### Drame japonais
- Raiden (TBA, TV Asahi)